# Xerocladia
Xerocladia là một chi thực vật có hoa trong họ Đậu.